# Diacarnus megaspinorhabdosa
Diacarnus megaspinorhabdosa är en svampdjursart som beskrevs av Michelle Kelly-Borges och Jean Vacelet 1995. Diacarnus megaspinorhabdosa ingår i släktet Diacarnus och familjen Podospongiidae.
Artens utbredningsområde är havet utanför Papua Nya Guinea. Inga underarter finns listade i Catalogue of Life.